# 勞里岑灣
69°7′S 156°50′E / 69.117°S 156.833°E
勞里岑灣是南極洲的海灣，處於葉夫根諾夫角和庫姆斯嶺之間，寬22公里，以澳大利亞探險隊的船主命名，現時由南極條約體系管理。